# Cross Roads (Pensilvania)
Cross Roads es un borough ubicado en el condado de York en el estado estadounidense de Pensilvania. En el año 2000 tenía una población de 518 habitantes y una densidad poblacional de 106.4 personas por km².

## Geografía
Cross Roads se encuentra ubicado en las coordenadas 39°48′53″N 76°34′23″O / 39.81472, -76.57306.

## Demografía
Según la Oficina del Censo en 2000 los ingresos medios por hogar en la localidad eran de $57,750 y los ingresos medios por familia eran $60,556. Los hombres tenían unos ingresos medios de $40,000 frente a los $31,875 para las mujeres. La renta per cápita para la localidad era de $20,063. Alrededor del 3.0% de la población estaba por debajo del umbral de pobreza.